# Francis Patrick Carroll (Bischof, 1890)
Francis Patrick Carroll (* 7. Juli 1890 in Toronto, Kanada; † 25. Februar 1967) war ein kanadischer Geistlicher und römisch-katholischer Bischof von Calgary.

## Leben
Francis Patrick Carroll empfing am 2. Juni 1917 das Sakrament der Priesterweihe für das Erzbistum Toronto.
Papst Pius XI. ernannte ihn am 19. Dezember 1935 zum Bischof von Calgary. Der Erzbischof von Toronto, James Charles McGuigan, spendete ihm am 19. Februar des folgenden Jahres die Bischofsweihe; Mitkonsekratoren waren John Thomas Kidd, Bischof von London, und Joseph Anthony O’Sullivan, Bischof von Charlottetown.
Er nahm an der ersten Sitzungsperiode des Zweiten Vatikanischen Konzils als Konzilsvater teil.
Am 28. Dezember 1966 nahm Papst Paul VI. seinen Rücktritt an und ernannte ihn zum Titularbischof von Horrea.